# Prothoe uniformis
Prothoe uniformis är en fjärilsart som beskrevs av Butler 1885. Prothoe uniformis ingår i släktet Prothoe och familjen praktfjärilar. Inga underarter finns listade i Catalogue of Life.